# Qualcomm Hexagon
A Hexagon a Qualcomm digitális jelprocesszor (DSP) termékcsaládjának márkaneve, melyhez később a neurális feldolgozó egységek (NPU) családja is csatlakozott.
A Hexagon ismert még QDSP6 név alatt, ami a „hatodik generációs digitális jelfeldolgozó processzor” rövidítése.
A Qualcomm állítása szerint a Hexagon architektúrát úgy tervezték, hogy alacsony energiafogyasztás mellett nagy teljesítményt nyújtson az alkalmazások széles körében.
A Hexagon sorozat mára több verzióból áll, és mindegyiknek megvan a saját egyedi mikroarchitektúrája és az azzal szoros összefüggésben álló utasításkészlete. A processzorok a verziók között az alap utasításkészletben általában visszafelé kompatibilisek, de mivel az újabb kiterjesztések a korábbi verziókban nem léteznek, így a processzorokon az eltérő változatra írt programok újrafordítás vagy komolyabb adaptálás nélkül a legtöbb esetben nem futnak.
A Hexagont a Qualcomm Snapdragon integrált áramkörökben alkalmazzák, például okostelefonokban, autók, viselhető eszközök és más mobil eszközök vezérlőrendszereiben, és mobiltelefon-hálózatok alkotó részeiben.

## Utasításkészlet-architektúra
A számítástechnikai eszközöknek van utasításkészletük, amelyek a működésüket vezérlő legalacsonyabb szintű nyelvek. Az utasításkészletek leggyakoribb utasításai az adatbetöltő és -kiíró utasítások, az egész számokon végzett műveletek, mint az összeadás vagy egyéb kombinációk. Alapvetőek a programvezérlés befolyásolására szolgáló utasítások, és számos más típus is előfordul.
A gépnek szánt programokat assemblerek és fordítóprogramok fordítják le a gép által végrehajtható utasítások sorozatává, amely végeredményben egy bitsorozat. Az utasításfolyam végrehajtása során a rendszer működésének integritását jogosultsági szintek használata támogatja. A privilegizált utasítások több erőforráshoz férnek hozzá az eszközben, a memóriát beleértve. A Hexagon támogatja a jogosultsági szinteket.
Eredetileg a Hexagon utasításai csak egész számokat kezeltek, lebegőpontos számokat nem, de az ötödik verzióban (V5) megjelent a lebegőpontos támogatás.
Az utasítások végrehajtását vezérlő feldolgozóegység utasításcsomagokat kap. Egy csomag 4 utasításból áll. A vezérlés képes a csomag legfeljebb 4 utasításának sorrendben történő kiküldésére 4 végrehajtó egység felé, minden ciklusban.

## Mikroarchitektúra
A mikroarchitektúra egy integrált áramkör vagy csipkomponens fizikai struktúrája, amely lehetővé teszi az eszköz számára az utasítások végrehajtását. Egy adott utasításkészlet több különböző mikroarchitektúrával is megvalósítható. A processzor különböző részei közt az adatok síneken, adatátviteli csatornákon közlekednek, ezek a Hexagon eszközökben 32 bit szélesek, tehát egyetlen lépésben 32 bitnyi adat mozoghat az eszközön belül. A Hexagon mikroarchitektúra többszálas végrehajtású, ami azt jelenti, hogy egyidejűleg egynél több utasításfolyamot is képes feldolgozni, ami növeli az adatfeldolgozási sebességet. A Hexagon támogatja a nagyon hosszú utasításszavas (VLIW) processzorfelépítést, és négy utasításból álló csoportokat alkalmaz, amelyekben az utasítások egyidőben (párhuzamosan) végrehajthatók. A párhuzamos rendszer az utasításokat egymástól függetlenül hajtja végre, és azoknak nem kell egymás befejeződésére vagy eredményeire várakozniuk. A Hexagon mikroarchitektúra támogatja az „egy utasítás, több adat” típusú, azaz SIMD műveleteket is, tehát a Hexagon processzor megfelelő utasításaival az adott műveletet több adaton tudja elvégezni egyidejűleg.
2012-es becslés szerint a Qualcomm 2011-ben 1,2 milliárd DSP magot szállított egylapkás rendszerekben (átlagosan 2,3 DSP mag csipenként), 2012-re pedig 1,5 milliárd magot terveztek, így a QDSP6 a legtöbbet szállított DSP-architektúrává vált (a CEVA mintegy 1 milliárd DSP magot szállított le 2011-ben, ami az IP-licencelhető DSP piac kb. 90%-át teszi ki).
A Hexagon architektúrát úgy tervezték, hogy alacsony energiafogyasztás mellett nyújtson nagy teljesítményt a legkülönbözőbb alkalmazásokban. Olyan funkciókkal rendelkezik, mint a hardveresen támogatott többszálúság, jogosultsági szintek, very long instruction word (VLIW), egy utasítás, több adat (SIMD) technika, és hatékony jelfeldolgozást célzó utasítások. A hardveres többszálúság barreles temporális többszálú működés formájában valósul meg – a vezérlés minden utasítás kiadása után új szálra vált, körkörösen, így a 600 MHz-es fizikai mag három 200 MHz-es logikai magként jelenik meg a V5 előtti változatokban. A Hexagon V5-ben dinamikus többszálúságot (DMT) alkalmaznak: szálváltás történik minden L2 tévesztés, megszakításvárakozás vagy speciális utasítások esetén.
A 2013-es Hot Chips konferencián a Qualcomm bejelentette Hexagon 680 DSP részleteit, majd később a Hexagon Vector Extensions (HVX) kiterjesztést. A HVX-et arra tervezték, hogy jelentős számítási kapacitást biztosítson a fejlett képfeldolgozás feladataiban, és lehetővé tegye a gépi látási feladatok közvetlenül a DSP-n történő feldolgozását, a CPU helyett. 2015 márciusában a Qualcomm bejelentette a Snapdragon Neural Processing Engine SDK-t, ami megengedi MI gyorsítás használatát a CPU, a GPU és a Hexagon DSP segítségével.
A Qualcomm Snapdragon 855 csipje 4. generációs, eszközbe épített mesterséges intelligencia motort tartalmaz, ami magában foglalja a Hexagon 690 DSP-t és Hexagon Tensor Accelerator (HTA) hardveres gyorsítót a mesterséges intelligencia gyorsításához.
A Snapdragon 865 tartalmazza az 5. generációs eszközbe integrált mesterséges intelligencia motort, amely a Hexagon 698 DSP-n alapul és 15 trillió műveletre képes másodpercenként (TOPS).
A Snapdragon 888 tartalmazza a 6. generációs eszközbe integrált mesterséges intelligencia motort, amely a Hexagon 780 DSP-n alapul és ami 26 TOPS-ra képes.
A Snapdragon 8 tartalmazza a 7. generációs eszközbe integrált mesterséges intelligencia motort, amely a Hexagon DSP-n alapul és 52 TOPS-ra képes, ami akár 104 TOPS-ra emelkedhet bizonyos esetekben.

## Szoftvertámogatás

### Operációs rendszerek
A Linux Hexagonhoz készült portja egy hypervisor réteg („Hexagon Virtual Machine”) alatt fut, és egyesítették a kernel 3.2-es kiadásával. Az eredeti hipervizor zárt forráskódú, 2013 áprilisában azonban a Qualcomm kiadta egy minimális nyílt forráskódú hipervizor implementációját a QDSP6 V2 és V3 számára, „Hexagon MiniVM” néven, BSD-stílusú licenc alatt.

### Fordítóprogramok
A Hexagon támogatása az LLVM 3.1-es kiadásában jelent meg, Tony Linthicum közreműködésével. A Hexagon/HVX V66 ISA támogatás az LLVM 8.0.0-es kiadásában jelent meg. A GCC és binutils programoknak létezik még egy nem az FSF által karbantartott elágazása.

## A SIP blokk elfogadása
A Qualcomm Hexagon DSP-k 2006 óta elérhetőek a Qualcomm Snapdragon SoC-ban. A Snapdragon S4-ben (MSM8960 és újabbak) három QDSP mag van, kettő a modem alrendszerben és egy Hexagon mag a multimédia alrendszerben. A modemmagokot kizárólag a Qualcomm programozza, a felhasználó csak a multimédia magot programozhatja.
Ezeket a Qualcomm néhány femtocella processzorában használják, beleértve az FSM98xx, FSM99xx és FSM90xx sorozatú egységeket.

## Harmadik féltől származó technológia integrációja
2016 márciusában bejelentették, hogy a Conexant félvezetőgyártó cég AudioSmart hangfeldolgozó szoftverét integrálják a Qualcomm Hexagon processzoraiba.
2018 májusában a wolfSSL támogatást nyújtott a Qualcomm Hexagon használatához. Ez a támogatás a wolfSSL titkosítási műveletek futtatását teszi lehetővé közvetlenül a DSP-n. A kriptográfiai műveletek használata mellett később egy speciális műveletiterhelés-kezelő könyvtárat is hozzáadtak.

## Változatok
A QDSP6 architektúrának hat változata jelent meg: V1 (2006), V2 (2007–2008), V3 (2009), V4 (2010–2011), QDSP6 V5 (2013, a Snapdragon 800-ban), és QDSP6 V6 (2016, a Snapdragon 820-ban) A V4 teljesítménye 20 DMIPS per milliwatt, 500 MHz-es órajel mellett.
A Hexagon órajele 400–2000 MHz között változhat a QDSP6 esetén, és 256–350 MHz között lehet az architektúra előző generációjában, a QDSP5-ben.
| QDSP6 (DSP/NPU) verziók  | gyártási folyamat, nm | év   | szimultán szálak száma | szálanként órajel, MHz   | teljes mag órajel, MHz      | termék                                                     |
| ------------------------ | --------------------- | ---- | ---------------------- | ------------------------ | --------------------------- | ---------------------------------------------------------- |
| QDSP6 V1                 | 65                    | 2006 |                        |                          |                             |                                                            |
| QDSP6 V2                 | 65                    | 2007 | 6                      | 100                      | 600                         |                                                            |
| QDSP6 V3 (1st gen)       | 45                    | 2009 | 6                      | 67                       | 400                         |                                                            |
| QDSP6 V3 (2nd gen)       | 45                    | 2009 | 4                      | 100                      | 400                         |                                                            |
| QDSP6 V4 (V4M, V4C, V4L) | 28                    | 2010 | 3                      | 167                      | 500                         | Snapdragon 600                                             |
| QDSP6 V5 (V5A, V5H)      | 28                    | 2013 | 3                      | 200 vagy nagyobb DMT-vel | 600                         | Snapdragon 410/412/800/801                                 |
| 536                      | 12/28                 | 2014 |                        |                          |                             | 205/208/210/212 Snapdragon 425/427/429/430/435/439         |
| V50 (vagy QDSP6 V5.0)    | 28                    | 2014 |                        |                          | 700/800 (805)               | Snapdragon 415/610/615/616/805                             |
| 546                      | 14/28                 | 2015 |                        |                          |                             | Snapdragon 450/617/625/626/632                             |
| V56 (vagy QDSP6 V5.6)    | 20/28                 | 2015 |                        |                          | 800 (808/810)               | Snapdragon 650/652/653/808/810                             |
| 642                      | 14                    | 2017 |                        |                          |                             | Snapdragon 630                                             |
| 680 (vagy QDSP6 V6)      | 14                    | 2016 | 4                      | 500                      | 787 (660), 2000 (820 & 821) | Snapdragon 636/660/820/821                                 |
| 682                      | 10                    | 2017 |                        |                          |                             | Snapdragon 835                                             |
| 683                      | 11                    | 2020 |                        |                          |                             | Snapdragon 460/662                                         |
| 685                      | 10/11                 | 2018 | (3 TOPS)               |                          |                             | Snapdragon 670/675/678/710/712/845/850                     |
| 686                      | 6/8/11                | 2019 | (3.3 TOPS)             |                          |                             | Snapdragon 480/480+/665/680/685/695                        |
| 688                      | 8                     | 2019 | (3.6 TOPS)             |                          |                             | Snapdragon 730/730G/732G                                   |
| 690                      | 7                     | 2019 | (7 TOPS/ 9 TOPS)       |                          |                             | Snapdragon 855/855+/860/8c/8cx/8cx Gen 2 Microsoft SQ1/SQ2 |
| 692                      | 8                     | 2020 | (5 TOPS)               |                          |                             | Snapdragon 690/720G/7c/7c Gen 2                            |
| 694                      | 8                     | 2020 | (4.7 TOPS)             |                          |                             | Snapdragon 750G                                            |
| 696                      | 7                     | 2020 | (5.4 TOPS)             |                          |                             | Snapdragon 765/765G/768G                                   |
| 698                      | 7                     | 2020 | (15 TOPS)              |                          |                             | Snapdragon 865/865+/870/8cx Gen 3 Microsoft SQ3            |
| 770                      | 5/6                   | 2021 | (12 TOPS)              |                          |                             | Snapdragon 778G/778G+/780G/782G                            |
| 780                      | 5                     | 2021 | (26 TOPS/ 32 TOPS)     |                          |                             | Snapdragon 888/888+                                        |
| 790 (NPU/HTP)            | 4                     | 2021 | (32 TOPS) (INT8)       |                          |                             | Snapdragon 8 Gen 1/8+ Gen 1                                |
| NPU (HTP Gen 2)          | 4                     | 2022 | (26 TOPS) (INT8)       |                          |                             | Snapdragon 8 Gen 2                                         |
| NPU (HTP Gen 3)          | 4                     | 2023 | (34 TOPS) (INT8)       |                          |                             | Snapdragon 8 Gen 3/8s Gen 3                                |
| NPU (HTP Gen 4)          | 3                     | 2024 | (50 TOPS) (INT8)       |                          |                             | Snapdragon 8 Elite                                         |
| NPU (HTP Gen 4)          | 4                     | 2024 | (45 TOPS) (INT8)       |                          |                             | Snapdragon X (Plus/Elite)                                  |

## Elérhetőség a Snapdragon termékekben
Mind a Hexagon (QDSP6), mind a Hexagon előtti (QDSP5) magokat alkalmazzák a modern Qualcomm SoC-kben, a QDSP5-öt leginkább alsó kategóriás / belépő szintű termékekben. A modem QDSP-k (gyakran Hexagon előttiek) nem szerepelnek a táblázatban.
QDSP5 használat:
| Snapdragon generáció | Chipset (SoC) ID                                 | DSP generáció | DSP frekvencia, MHz | folyamat, nm |
| -------------------- | ------------------------------------------------ | ------------- | ------------------- | ------------ |
| S1                   | MSM7627, MSM7227, MSM7625, MSM7225               | QDSP5         | 320                 | 65           |
| S1                   | MSM7627A, MSM7227A, MSM7625A, MSM7225A           | QDSP5         | 350                 | 45           |
| S2                   | MSM8655, MSM8255, APQ8055, MSM7630, MSM7230      | QDSP5         | 256                 | 45           |
| S4 Play              | MSM8625, MSM8225                                 | QDSP5         | 350                 | 45           |
| S200                 | 8110, 8210, 8610, 8112, 8212, 8612, 8225Q, 8625Q | QDSP5         | 384                 | 45 LP        |

QDSP6 (Hexagon) használat:
| Snapdragon generáció | Chipset (SoC) ID                                                                            | QDSP6 verzió | DSP frekvencia, MHz | folyamat, nm  |
| -------------------- | ------------------------------------------------------------------------------------------- | ------------ | ------------------- | ------------- |
| S1                   | QSD8650, QSD8250                                                                            | QDSP6        | 600                 | 65            |
| S3                   | MSM8660, MSM8260, APQ8060                                                                   | QDSP6 (V3?)  | 400                 | 45            |
| S4 Prime             | MPQ8064                                                                                     | QDSP6 (V3?)  | 500                 | 28            |
| S4 Pro               | MSM8960 Pro, APQ8064                                                                        | QDSP6 (V3?)  | 500                 | 28            |
| S4 Plus              | MSM8960, MSM8660A, MSM8260A, APQ8060A, MSM8930, MSM8630, MSM8230, APQ8030, MSM8627, MSM8227 | QDSP6 (V3?)  | 500                 | 28            |
| S400                 | 8926, 8930, 8230, 8630, 8930AB, 8230AB, 8630AB, 8030AB, 8226, 8626                          | QDSP6V4      | 500                 | 28 LP         |
| S600                 | 8064T, 8064M                                                                                | QDSP6V4      | 500                 | 28 LP         |
| S800                 | 8974, 8274, 8674, 8074                                                                      | QDSP6V5A     | 600                 | 28 HPm        |
| S820                 | 8996                                                                                        | QDSP6V6      | 2000                | 14 FinFET LPP |

## Támogatott hardverkodekek
A Snapdragon SoC-k által támogatott különböző videókodekek.
D - dekódolás; E - kódolás
FHD = FullHD = 1080p = 1920x1080px (képpont)
HD = 720p, ami lehet 1366x768px vagy 1280x720px

### Snapdragon 200 sorozat
A Snapdragon 200 sorozat által támogatott különböző videókodekek.
| Kodek          | Snapdragon 200 | Snapdragon 200 | Qualcomm 205 | Snapdragon 208/210 | Snapdragon 212 |
| -------------- | -------------- | -------------- | ------------ | ------------------ | -------------- |
| elérhetőség    | 2013           | 2013           | 2017         | 2014               | 2015           |
| Hexagon        | QDSP5          | QDSP6          | 536          | 536                | 536            |
| H263           | D & E          | D & E          | D & E        | D & E              | D & E          |
| VC-1           |                |                |              |                    |                |
| H.264          | D & E          | D & E          | D & E        | D & E              | D & E          |
| H.264 10 bites | -              | -              | -            | -                  | -              |
| VP8            | D & E          | D & E          | D & E        | D & E              | D & E          |
| H.265          | D HD & E HD    | D HD & E HD    | D HD & E HD  | D FHD & E HD       | D FHD & E HD   |
| H.265 10 bites | -              | -              | -            | -                  | -              |
| H.265 12 bites | -              | -              | -            | -                  | -              |
| VVC            |                |                |              |                    |                |
| VP9            | -              | -              | -            | -                  | -              |
| VP9 10 bites   | -              | -              | -            | -                  | -              |
| AV1            | -              | -              | -            | -                  | -              |

### Snapdragon 400 sorozat
A Snapdragon 400-as sorozat által támogatott különböző videókodekek.
| Kodek                                       | Snapdragon 400 | Snapdragon 410/415 | Snapdragon 425/427 | Snapdragon 429/439 | Snapdragon 450 | Snapdragon 460 | Snapdragon 480/480+ |
| ------------------------------------------- | -------------- | ------------------ | ------------------ | ------------------ | -------------- | -------------- | ------------------- |
| elérhetőség                                 | 2013 Q4        | 2014/2015          | 2016 Q1 / 2017 Q3  | 2018 Q2            | 2017 Q2        | 2020 Q1        | 2021 Q1             |
| Hexagon                                     | QDSP6          | QDSP6 V5           | 536(256 KiB)       | 536                | 546            | 683            | 686                 |
| H263                                        | D & E          | D & E              | D & E              | D & E              | D & E          | D & E          | D & E               |
| VC-1                                        |                |                    |                    |                    |                |                |                     |
| H.264                                       | D & E          | D & E              | D & E              | D & E              | D & E          | D & E          | D & E               |
| H.264 10 bites                              | -              | -                  | -                  | -                  | -              | -              | D & E               |
| VP8                                         | D & E          | D & E              | D & E              | D & E              | D & E          | D & E          | D & E               |
| H.265                                       | -              | D & E              | D & E              | D & E              | D & E          | D & E          | D & E               |
| H.265 10 bites                              | -              | -                  | -                  | -                  | -              | -              |                     |
| H.265 12 bites                              | -              | -                  | -                  | -                  | -              | -              |                     |
| VVC                                         | -              | -                  | -                  | -                  | -              | -              |                     |
| VP9                                         | -              | -                  | -                  | -                  | D & E          | D & E          |                     |
| VP9 10 bites                                | -              | -                  | -                  | -                  | -              | -              |                     |
| AV1                                         | -              | -                  | -                  | -                  | -              | -              | -                   |
| videó képkockasebesség támogatás, dekódolás |                |                    |                    |                    |                | HD 60 fps      |                     |
| videó képkockasebesség támogatás, dekódolás |                |                    |                    | FHD 60 fps         | FHD 60 fps     | FHD 60 fps     |                     |
| videó képkockasebesség támogatás, kódolás   |                |                    |                    |                    |                | HD 60 fps      |                     |
| videó képkockasebesség támogatás, kódolás   |                |                    |                    | FHD 60 fps         | FHD 60 fps     | FHD 60 fps     |                     |

### Snapdragon 600 sorozat
A Snapdragon 600-as sorozat által támogatott különböző videókodekek.
| Kodek                                      | Snapdragon 600 | Snapdragon 610 | Snapdragon 650/652/653 | Snapdragon 630 | Snapdragon 632 | Snapdragon 636/660 | Snapdragon 662 | Snapdragon 665 | Snapdragon 670/675/678 | Snapdragon 690 |
| ------------------------------------------ | -------------- | -------------- | ---------------------- | -------------- | -------------- | ------------------ | -------------- | -------------- | ---------------------- | -------------- |
| elérhetőség                                | 2013 Q1        |                | 2015 Q1                |                | 2018 Q2        |                    | 2020 Q1        | 2019 Q2        | 2019                   | 2020 Q2        |
| Hexagon                                    | QDSP6 V4       | QDSP6 V50      | QDSP6 V56              | 642            | 546            | 680                | 683            | 686            | 685                    | 692            |
| H263                                       | D & E          | D & E          | D & E                  | D & E          | D & E          | D & E              | D & E          | D & E          | D & E                  | D & E          |
| VC-1                                       |                |                | D & ?                  |                |                |                    |                |                |                        |                |
| H.264                                      | D & E          | D & E          | D & E                  | D & E          | D & E          | D & E              | D & E          | D & E          | D & E                  | D & E          |
| H.264 10 bites                             | -              | -              | -                      | -              | -              | -                  | -              | -              | -                      |                |
| VP8                                        | D & E          | D & E          | D & E                  | D & E          | D & E          | D & E              | D & E          | D & E          | D & E                  | D & E          |
| H.265                                      | -              |                | D & E                  | D & E          | D & E          | D & E              | D & E          | D & E          | D & E                  | D & E          |
| H.265 10 bites                             | -              | -              | -                      | D & ?          | -              | D & ?              | -              | -              |                        | D & E          |
| VVC                                        | -              | -              | -                      | -              | -              | -                  | -              | -              | -                      | -              |
| VP9                                        | -              | -              | D & ?                  | D & E          | D & E          | D & E              | D & E          | D & E          | D & E                  | D & E          |
| VP9 10 bites                               | -              | -              | -                      | -              | -              | -                  | -              | -              | -                      |                |
| AV1                                        | -              | -              | -                      | -              | -              | -                  | -              | -              | -                      | -              |
| FPS                                        |                |                |                        |                |                |                    |                |                |                        |                |
| videó dekódolás képkockasebesség támogatás | HD 60 fps      | HD 120 fps     |                        | HD 240 fps     | HD 240 fps     | HD 240 fps         | HD 60 fps      | HD 240 fps     | HD 240 fps             | HD 240 fps     |
| videó dekódolás képkockasebesség támogatás | FHD 30 fps     | FHD 60 fps     | FHD 120 fps            | FHD 120 fps    | FHD 120 fps    | FHD 120 fps        | FHD 60 fps     | FHD 120 fps    | FHD 120 fps            | FHD 120 fps    |
| videó dekódolás képkockasebesség támogatás | Nem 4K         | Nem 4K         | 4K30 fps               | 4K30 fps       | 4K30 fps       | 4K30 fps           | Nem 4K         | 4K60 fps       | 4K60 fps               | 4K60 fps       |
| videó kódolás képkockasebesség támogatás   | HD 60 fps      | HD 60 fps      |                        | HD 240 fps     | HD 240 fps     | HD 240 fps         | HD 60 fps      | HD 240 fps     | HD 240 fps             | HD 240 fps     |
| videó kódolás képkockasebesség támogatás   | FHD 30 fps     | FHD 30 fps     | FHD 120 fps            | FHD 120 fps    | FHD 120 fps    | FHD 120 fps        | FHD 60 fps     | FHD 120 fps    | FHD 120 fps            | FHD 120 fps    |
| videó kódolás képkockasebesség támogatás   | Nem 4K         | Nem 4K         | 4K30 fps               | 4K30 fps       | 4K30 fps       | 4K30 fps           | Nem 4K         | 4K30 fps       | 4K30 fps               | 4K30 fps       |
| nagy dinamikatartományú (HDR) formátumok   |                |                |                        |                |                |                    |                |                |                        |                |
| kijelző és lejátszás                       |                |                |                        |                |                |                    |                |                |                        | HDR10, HLG     |
| videó felvétel                             |                |                |                        |                |                |                    |                |                |                        | HDR10, HLG     |

### Snapdragon 700 sorozat
A Snapdragon 700-as sorozat által támogatott különböző videókodekek.
| Kodek                                     | Snapdragon 710/712                    | Snapdragon 720G | Snapdragon 730G/732G | Snapdragon 765/765G /768G   | Snapdragon 778G                            | Snapdragon 780G                            |
| ----------------------------------------- | ------------------------------------- | --------------- | -------------------- | --------------------------- | ------------------------------------------ | ------------------------------------------ |
| elérhetőség                               | 2018 Q2 / 2019 Q1                     | 2020 Q1         | 2019 Q2 / 2020 Q3    | 2019 Q2 / 2019 Q2 / 2020 Q2 | 2021 Q2                                    | 2021 Q1                                    |
| Hexagon                                   | 685                                   | 692             | 688                  | 696                         | 770                                        | 770                                        |
| H263                                      | D & E                                 | D & E           | D & E                | D & E                       |                                            |                                            |
| VC-1                                      | D & E                                 | D & E           | D & E                | D & E                       |                                            |                                            |
| H.264                                     | D & E                                 | D & E           | D & E                | D & E                       |                                            |                                            |
| H.264 10 bites                            | -                                     | -               | ?                    | ?                           |                                            |                                            |
| VP8                                       | D & E                                 | D & E           | D & E                | D & E                       |                                            |                                            |
| H.265                                     | D & E                                 | D & E           | D & E                | D & E                       |                                            |                                            |
| H.265 10 bites                            | D                                     | D               | D & E                | D & E                       |                                            |                                            |
| H.265 12 bites                            | -                                     | -               | -                    | -                           |                                            |                                            |
| VVC                                       | -                                     | -               | -                    | -                           |                                            |                                            |
| VP9                                       | D & E                                 | D & E           | D & E                | D & E                       |                                            |                                            |
| VP9 10 bites                              | D                                     | D               | D                    | D                           |                                            |                                            |
| AV1                                       | -                                     | -               | -                    | -                           |                                            |                                            |
| FPS                                       |                                       |                 |                      |                             |                                            |                                            |
| videó képkockasebesség, dekódolás         | HD 240 fps                            | HD 240 fps      | HD 240 fps           | HD 480 fps                  |                                            |                                            |
| videó képkockasebesség, dekódolás         | FHD 120 fps                           | FHD 120 fps     | FHD 120 fps          | ?                           |                                            |                                            |
| videó képkockasebesség, dekódolás         | 4K 30fps                              | 4K 30fps        | 4K 30fps             | 4K 60fps                    |                                            |                                            |
| videó képkockasebesség támogatás, kódolás | HD 240 fps                            | HD 240 fps      | HD 240 fps           | HD 480 fps                  |                                            |                                            |
| videó képkockasebesség támogatás, kódolás | FHD 120 fps                           | FHD 120 fps     | FHD 120 fps          | ?                           |                                            |                                            |
| videó képkockasebesség támogatás, kódolás | 4K 30fps                              | 4K 30fps        | 4K 30fps             | ?                           |                                            |                                            |
| nagy dinamikatartományú (HDR) formátumok  |                                       |                 |                      |                             |                                            |                                            |
| kijelző és lejátszás                      | 10 bites nagy dinamikatartomány (HDR) | HDR10, HLG      | HDR10, HLG           | HDR10, HLG, HDR10+          | HDR10, HLG, HDR10+                         | HDR10, HLG, HDR10+                         |
| videófelvétel                             | N/A                                   | N/A             | HDR10, HLG           | HDR10, HLG, HDR10+          | HDR10, HLG, HDR10+                         | HDR10, HLG, HDR10+                         |
| fényképfelvétel                           | N/A                                   | N/A             | N/A                  | N/A                         | 10 bites nagy dinamikatartomány (HDR) HEIF | 10 bites nagy dinamikatartomány (HDR) HEIF |

### Snapdragon 800 sorozat
A Snapdragon 800 sorozat által támogatott különböző videókodekek.
| Kodek                                    | Snapdragon 800 | Snapdragon 801 | Snapdragon 805 | Snapdragon 810 | Snapdragon 820/821 | Snapdragon 835               | Snapdragon 845/850 | Snapdragon 855/855+              | Snapdragon 865/865+ /870         | Snapdragon 888                             | Snapdragon 8 Gen 1                         |
| ---------------------------------------- | -------------- | -------------- | -------------- | -------------- | ------------------ | ---------------------------- | ------------------ | -------------------------------- | -------------------------------- | ------------------------------------------ | ------------------------------------------ |
| elérhetőség                              | 2013 Q2        | 2014 Q1        | 2014 Q1        | 2014 Q3        | 2015 Q4 2016 Q3    | 2017 Q2                      | 2018 Q1            | 2019                             | 2019 2021                        | 2020 Q4                                    | 2021                                       |
| Hexagon                                  | QDSP6 V5       | QDSP6 V5       | QDSP6 V50      | QDSP6 V56      | 680                | 682                          | 685                | 690                              | 698                              | 780                                        | 790                                        |
| MPEG-4                                   | D & E          | D & E          | D & E          | D & E          | D & E              | D & E                        | D & E              | D & E                            | D & E                            | D & E                                      |                                            |
| H263                                     | D & E          | D & E          | D & E          | D & E          | D & E              | D & E                        | D & E              | D & E                            | D & E                            | D & E                                      |                                            |
| VC-1                                     |                |                |                |                | D & E              | D & E                        | D & E              | D & E                            | D & E                            | D & E                                      |                                            |
| H.264                                    | D & E          | D & E          | D & E          | D & E          | D & E              | D & E                        | D & E              | D & E                            | D & E                            | D & E                                      |                                            |
| H.264 10 bites                           | nincs adat     | nincs adat     | nincs adat     | nincs adat     | nincs adat         | nincs adat                   | D & E              | D & E                            | D & E                            | D & E                                      |                                            |
| VP8                                      | D & E          | D & E          | D & E          | D & E          | D & E              | D & E                        | D & E              | D & E                            | D & E                            | D & E                                      |                                            |
| H.265                                    | nincs adat     | D & E 720p@30  | D & E          | D & E          | D & E              | D & E                        | D & E              | D & E                            | D & E                            | D & E                                      |                                            |
| H.265 10 bites                           | nincs adat     | nincs adat     | nincs adat     | nincs adat     | D                  | D                            | D & E              | D & E                            | D & E                            | D & E                                      |                                            |
| VP9                                      | nincs adat     | nincs adat     | nincs adat     | nincs adat     | D                  | D & E                        | D & E              | D & E                            | D & E                            | D & E                                      |                                            |
| VP9 10 bites                             | nincs adat     | nincs adat     | nincs adat     | nincs adat     | D                  | D                            | D & E              | D & E                            | D & E                            | D & E                                      |                                            |
| AV1                                      | nincs adat     | nincs adat     | nincs adat     | nincs adat     | nincs adat         | nincs adat                   | nincs adat         | nincs adat                       | nincs adat                       | nincs adat                                 |                                            |
| VVC                                      | nincs adat     | nincs adat     | nincs adat     | nincs adat     | nincs adat         | nincs adat                   | nincs adat         | nincs adat                       | nincs adat                       | nincs adat                                 |                                            |
| FPS                                      |                |                |                |                |                    |                              |                    |                                  |                                  |                                            |                                            |
| dekódolás FPS                            | HD@120         | HD@120         | HD@120         | HD@240         | HD@240             | HD@240                       | HD@480             | HD@480                           | HD@960                           | HD@960                                     | HD@960                                     |
| dekódolás FPS                            | FHD@60         | FHD@60         | FHD@60         | FHD@120        | FHD@120            | FHD@120                      | FHD@240            | FHD@240                          | ?                                | ?                                          |                                            |
| dekódolás FPS                            | 4K@30          | 4K@30          | 4K@30          | 4K@30          | 4K@60              | 4K@60                        | 4K@60              | ?                                | 4K@120                           | 4K@120                                     | 4K@120                                     |
| dekódolás FPS                            | N/A            | N/A            | N/A            | N/A            | N/A                | N/A                          | N/A                | 8K@?                             | 8K@60                            | 8K@60                                      | 8K@60                                      |
| kódolás FPS                              | HD@120         | HD@120         | HD@120         | HD@240         | HD@240             | HD@240                       | HD@480             | HD@480                           | HD@960                           | HD@960                                     | HD@960                                     |
| kódolás FPS                              | FHD@60         | FHD@60         | FHD@60         | FHD@120        | FHD@120            | FHD@120                      | FHD@240            | FHD@240                          | ?                                | ?                                          |                                            |
| kódolás FPS                              | 4K@30          | 4K@30          | 4K@30          | 4K@30          | 4K@30              | 4K@30                        | 4K@60              | 4K@60                            | 4K@120                           | 4K@120                                     | 4K@120                                     |
| kódolás FPS                              | N/A            | N/A            | N/A            | N/A            | N/A                | N/A                          | N/A                | N/A                              | 8K@30                            | 8K@30                                      | 8K@30                                      |
| nagy dinamikatartományú (HDR) formátumok |                |                |                |                |                    |                              |                    |                                  |                                  |                                            |                                            |
| kijelző és lejátszás                     | N/A            | N/A            | N/A            | N/A            | N/A                | nagy dinamikatartomány (HDR) | HDR10, HLG         | HDR10, HLG, HDR10+, Dolby Vision | HDR10, HLG, HDR10+, Dolby Vision | HDR10, HLG, HDR10+, Dolby Vision           | HDR10, HLG, HDR10+, Dolby Vision           |
| videófelvétel                            | N/A            | N/A            | N/A            | N/A            | N/A                | N/A                          | HDR10, HLG         | HDR10, HLG, HDR10+               | HDR10, HLG, HDR10+, Dolby Vision | HDR10, HLG, HDR10+, Dolby Vision           | HDR10, HLG, HDR10+, Dolby Vision           |
| fényképfelvétel                          | N/A            | N/A            | N/A            | N/A            | N/A                | N/A                          | N/A                | N/A                              | N/A                              | 10 bites nagy dinamikatartomány (HDR) HEIF | 10 bites nagy dinamikatartomány (HDR) HEIF |

## Kódminta
Egy utasításcsomag egy FFT számítás belső ciklusából:
```
{ R17:16 = MEMD(R0++M1)
 MEMD(R6++M1) = R25:24
 R20 = CMPY(R20, R8):<<1:rnd:sat
 R11:10 = VADDH(R11:10, R13:12)
}:endloop0

```

Ez a csomag a Qualcomm állítása szerint 29 klasszikus RISC műveletnek felel meg; tartalmaz vektoros összeadást (4x 16 bites), komplex szorzási műveletet és hardveres ciklustámogatást. A csomag minden utasítása ugyanabban a ciklusban hajtódik végre.

## Fordítás
Ez a szócikk részben vagy egészben  a   Qualcomm Hexagon című angol Wikipédia-szócikk ezen változatának fordításán alapul.  Az eredeti cikk szerkesztőit annak laptörténete sorolja fel. Ez a jelzés csupán a megfogalmazás eredetét és a szerzői jogokat jelzi, nem szolgál a cikkben szereplő információk forrásmegjelöléseként.